# 王座山
王座山（Königstuhl），位於德國海德堡，屬於歐登瓦德山，高度是567公尺。